# Hanazakari no Kimitachi e
Pour l’article homonyme, voir Hanazakari no Kimitachi e (série télévisée, 2011).
Hanazakari no Kimitachi e (花ざかりの君たちへ) est une série télévisée japonaise, autrement dit un drama en 12 épisodes de 54 minutes basé sur le manga de Hisaya Nakajo sorti en France sous le nom de Parmi eux, et diffusé du 3 juillet au 18 septembre 2007 sur Fuji Television.
Cette série est inédite dans tous les pays francophones. Le manga a par contre été adaptée en série aussi en Corée du Sud (To the beautiful you, SBS, 2012), en Chine (Runaway Sweetheart, Hunan TV, 2013) et à Taïwan (Hua Yang Shao Nian Shao Nu, CTS, 2007).

## Synopsis
Ashiya Mizuki est une jeune fille de 16 ans d'origine japonaise installée avec sa famille en Californie aux États-Unis. À cause d'elle, Sano Izumi, un jeune champion de saut en hauteur japonais se blesse et arrête le saut : Ashiya allait se faire kidnapper par des voyous (États-Unis) et Sano l'a sauvée en frappant ceux-ci, et est parti en courant. Mais se trouvant dans un cul-de-sac, il ne put s'enfuir qu'en passant par-dessus un grillage et en étant en hauteur, les voyous en ont profité pour lui couper le tendon d'Achille. À cause de cette attaque, il ne peut re-sauter, et même guéri il refuse de recommencer pour des causes que nul ne connait. Se sentant alors responsable Ashiya décide d'intégrer le même lycée que lui pour l'encourager à reprendre le saut en hauteur. Mais l'établissement se révèle être en fait un internat pour garçon. Ce petit contretemps ne la décourage pas pour autant et elle décide de se travestir en garçon. C'est sous ce déguisement qu'elle intègre l'école et qu'elle s'installe, par une étrange coïncidence, dans la même chambre que Sano Izumi. Malgré le mauvais caractère du jeune homme, elle en tombe amoureuse et est bien décidée à lui faire reprendre le saut en hauteur. De nombreux imprévus surviennent notamment le fait que Nakatsu Shuichi, un élève de sa classe et son meilleur ami, tombe amoureux de la jeune fille ne sachant pas bien sûr que c'est une fille.

## Personnages

### Principaux
- Maki Horikita - Ashiya Mizuki
- Shun Oguri - Sano Izumi
- Tôma Ikuta - Nakatsu Shuichi

### Dortoir 1
- Yuma Ishigaki : Tennouji Megumi, leader du dortoir 1, sort avec Amagasaki Kanna
- Mitsuomi Takahashi - Daikokucho Mitsuomi
- Kouhei Takeda - Kitahanada Kouhei
- Ryohei Suzuki (ja) - Akashi Souichiro
- Yuuichi Sato - Tetsukayama Shota
- Ryo Hayakawa - Gotenzan Sakyo
- Kouji Matsushita - Shojaku Ren
- Sousuke Nishiyama - Shichido Souma
- Tatsuya Hagiwara - Ishikiri Hiroto

### Dortoir 2
- Maki Horikita : Mizuki Ashiya, fille travestie en garçon aimant Sano
- Shun Oguri - Sano Izumi, ex-champion de saut en hauteur. Aime Ashiya vers l'épisode 8.
- Tôma Ikuta - Nakatsu Shuichi, aime Ashiya ne sachant pas que c'est une fille mais l'espérant
- Mizushima Hiro - Nanba Minami, leader du dortoir 2
- Ryo Kimura - Senri Nakao, homosexuel amoureux de Nanba Minami
- Okada Masaki - Sekime Kyogo, sportif, premier accueilleur du dortoir 2 de Ashiya
- Yusuke Yamamoto - Kayashima Taiki a un pouvoir, il voit les auras des gens et peut voir les fantômes e
- Shunji Igarashi - Noe Shinji
- Junpei Mizobata - Saga Kazuma
- Hiromi Sakimoto - Arata Kyobashi
- Shota Chiyo - Yodoyabashi Taichi
- Ryo Tajima - Ranzan Jyo
- Enoku Shimegi - Tannowa Kyoichi
- Hikaru Okada - Takaida Mutsumi
- Jun Ikeda - Kamishinjo Itsuki
- Keisuke Shibazaki - Minase Manato

### Dortoir 3
- Nobuo Kyo - Himejima Masao Oscar, leader du dortoir n3
- Keisuke Kato - Yao Hikaru
- Toshihiko Watanabe - Imamiya Noboru
- Yuta Takahashi - Shijyo Haruki
- Shouichi Matsuda - Kuzuha Junnosuke
- Naoki Miyata - Saiin Tsukasa
- Yasuhisa Furuhara - Ogimachi Taiyou
- Naoya Ojima - Kaizuka Kouhei
- Kouta Suzuki - Uenoshiba Souta
- Yuuya Nakata - Katahiranotsuji Ken
- Hiroshi Kawakami - Korien Genji

### Hibari Four
- Mayuko Iwasa - Hanayashiki Hibari, elle aime Sano, Leader de sa bande
- Madoka Matsuda - Kishizato Juri
- Mirei Kiritani - Amagasaki Kanna
- Manami Kurose - Imaike Komari, elle est amoureuse de Nakatsu et vont sortir ensemble le temps d'une soirée.
- Airi Taira - Abeno Erika

### Personnel du lycée
- Takaya Kamikawa : Umeda Hokuto, médecin du lycée, sait pour le secret de Ashiya, homosexuel, a horreur de son ex, la photographe Akiha Hara
- Seiko Matsuda - Tsubaki, principale du lycée
- Susumu Kobayashi - Yoshioka
- Takashi Ukaji - Sawatari, secrétaire de la principale (ou principal adjoint)

### Autres
- Mahiru Konno - Hara Akiha, photographe, ex-copine du médecin
- Yuu Shirota - Kagurazaka Makoto, rival de saut en hauteur de Sano, homosexuel, aime Sano Izumi
- Yoshinori Okada - Ashiya Shizuki, frère de Ashiya Mizuki
- Shunsuke Daito - Sano Shin, frère de Sano Izumi
- Yujiro, le chien dont s'occupe Sano Izumi

## Épisodes
1. titre français inconnu (Getting into the Forbidden Boys' Dormitory)
2. titre français inconnu (Wrong Kiss)
3. titre français inconnu (Bizarre Big Brother)
4. titre français inconnu (Dangerous Three-Person Room)
5. titre français inconnu (Hopeless Coast Story)
6. titre français inconnu (The Beginning of Stormy Love)
7. titre français inconnu (Suddenly in Bed)
8. titre français inconnu (I Like Mizuki)
9. titre français inconnu (Exposed!)
10. titre français inconnu (Depend On Me)
11. titre français inconnu (I'll Jump for You)
12. titre français inconnu (We'll Protect You)

## Diffusion internationale
- Fuji Television (2007)
- GMA Network
- TVB Jade
- Xing Kong
- Indosiar
- 8TV

## Versions
- Hana-Kimi, un manga japonais de Hisaya Nakajo
- Hanazakarino Kimitachihe (CTS, 2006-2007) avec Ella Chen, Wu Chun, Jiro Wang et Danson Tang
- Hanazakari no Kimitachi e ~ Ikemen Paradise ~ 2011 (Fuji TV, 2011)
- To the Beautiful You (SBS, 2012) avec Sulli Choi, Choi Minho et Lee Hyun-woo